# Skocznik długouchy
Skocznik długouchy (Euchoreutes naso) – gatunek ssaka z podrodziny skoczników (Euchoreutinae) w obrębie rodziny skoczkowatych (Dipodidae).

## Zasięg występowania
Skocznik długouchy występuje w środkowej Azji zamieszkując w zależności od podgatunku:
- E. naso naso – zachodnia Chińska Republika Ludowa (Kotlina Kaszgarska w południowym Sinciangu).
- E. naso alashanicus – północna Chińska Republika Ludowa (góry Helan Shan, pustynia Ordos i Kotlina Cajdamska w Gansu, zachodnia Mongolia Wewnętrzna i północna Qinghai) i południowa Mongolia.
- E. naso yiwuensis – północno-zachodnia Chińska Republika Ludowa (wschodnia Kotlina Dżungarska w północno-wschodnim Sinciangu).

## Taksonomia
Gatunek po raz pierwszy naukowo opisał w 1890 roku angielski zoolog William Lutley Sclater nadając mu nazwę Euchoreutes naso. Holotyp pochodził prawdopodobnie z piaszczystych równin wokół miasta Yarkand, w Sinciangu, w Chińskiej Republice Ludowej. Jedyny przedstawiciel rodzaju skocznik (Euchoreutes) który opisał w 1891 roku również William Lutley Sclater oraz podrodziny skoczników którą opisał w 1901 roku amerykański przyrodnik Marcus Ward Lyon.
Autorzy Illustrated Checklist of the Mammals of the World rozpoznają trzy podgatunki.

### Etymologia
- Euchoreutes: gr. eu eu „dobry, ładny”; χoρευτης khoreutēs „tancerz”[10].
- naso: łac. naso, nasonis „wielkonosy”, od nasus „nos”[11].
- alashanicus: pustynia Alashan, Mongolia Wewnętrzna, Chińska Republika Ludowa[4].
- yiwuensis: Yiwu, Sinciang, Chińska Republika Ludowa[5].

## Morfologia
Długość ciała (bez ogona) 90–105 mm, długość ogona 145–180 mm, długość ucha 39–49 mm, długość tylnej stopy 39–46 mm; masa ciała 23–45 g. 